# Parkuddens naturvårdområde
Parkuddens naturvårdområde är ett naturvårdsområde (sedan 1999 likställt med naturreservat) i Lidköpings kommun i Västra Götalands län. 
Reservatet består till stor del av en 1,5 km lång rygg som delvis går ut som en udde i Vänern. Ryggen är som högst ca 10 meter hög. Själva udden är skogklädd. Innanför udden ligger ett odlingslandskap. Området är skyddat sedan 1989 och omfattar 99 hektar.